# Oktet (računarstvo)
Oktet je u računarstvu precizniji naziv za slijed od 8 bitova.
Oktet se, izuzev dolje navedene iznimke, uvijek odnosi na entitet od točno osam bitova. Kao takav, često se rabi u situacijama gdje je termin bajt možebitno nejednoznačan. Stoga standardi vezani za računalne mreže, kao što su RFC, gotovo isključivo rabe oktet.
U Francuskoj, Francuskoj Kanadi i Rumunjskoj, oktet se redovito rabi umjesto bajta, pa pa je tako i megabajt (MB)  nazvan megaoktetom (Mo).
IP adresa se sastoji od četiri okteta koji se obično pišu kao četiri brojke odvojene točkama.

## Iznimka
Grupa se od 3 bita također gdjegdje naslovljava oktetom, s obzirom na to da može predstavljati osam mogućih vrijednosti koje se mogu prikazati jednom oktalnom znamenkom. Taj se način rabi, primjerice, za grupu osnovnih bitova dozvole (read, write, execute) mnogih datotečnih sustava za platforme nalik Unixu.

## Porijeklo
Riječ oktet dolazi iz latinskog i grčkog numeričkog prefiksa okto koji znači osam.